# Сијера Негра
Сијера Негра (шп. Sierra Negra) је угашени стратовулкан у трансмексичком вулканском појасу, на истоку мексичке савезне државе Пуебла. 
На језику наватл вулкан се назива Tliltépetl или Atlitzin.
Са надморском висином од 4.640 метара (према неким мерењима 4.580 м) убраја се у највише планинске врхове Мексика. Налази се у непосредној близини вулкана Оризаба који је највиша тачка у земљи. 
На самом врху овог вулкана (у некадашњем кратеру) налази се један од највећих светских телескопа намењених посматрању неба Велики милиметарски телескоп (ГТМ) изграђен у сарадњи Националног института за астрофизику, електронику и оптику Мексика (Inaoe) и Универзитета у Масачусетсу (UMass-A). Опсерваторија је отворена 22. новембра 2006. Планирана је изградња научног комплекса у подножју планине који би био у вези са самом опсерваторијом.